# 1914 في رومانيا
فيما يلي قوائم الأحداث التي وقعت خلال عام 1914 في رومانيا.

## سياسة

### تعيين في المنصب
- 1 يناير – ألكساندرو مارغيلومان عضو مجلس شيوخ رومانيا ‏.

## رياضة
- 11 مايو – دوري الدرجة الأولى الروماني 1913–14 الفائز Colentina A.C. București [الإنجليزية]‏.

## مواليد

### يناير
- 5 يناير – برونو فيرينك ستروب سياسي مجري.

### مارس
- 1 مارس – يعقوب فيليكان لاعب كرة قدم روماني.[1]

### يونيو
- 15 يونيو – ساول شتاينبرغ[2]

### يوليو
- 20 يوليو – ماغدا فرانك نحاتة مجرية-أرجنتينية.[3]

### أغسطس
- 19 أغسطس – لايوس باروتي لاعب كرة قدم مجري.

### سبتمبر
- 1 سبتمبر – جيزا ناجي[4]

### أكتوبر
- 16 أكتوبر – ميرسيا ديفيد لاعب كرة قدم روماني.